# Ozorków
Ozorków este un oraș în Polonia.